# Bernhard von Prag
Bernhard Kaplirz von Sulewicz († spätestens 1240) war Bischof von Prag.

## Leben
Seine Herkunft und sein Geburtsjahr sind nicht bekannt. Seit 1226 war er Scholaster und Kanzler des Prager Domkapitels. Nach dem Tod des Prager Bischofs Johann II. von Dražice wurde Bernhard  am 10. September 1236 zu dessen Nachfolger gewählt und am 10. Mai 1237 durch den Mainzer Erzbischof Siegfried von Eppstein, zu dessen Kirchenprovinz Prag gehörte, bestätigt. Die Bischofsweihe erfolgte am 10. Mai 1237 in Erfurt durch Siegfried von Eppstein, dem  die Bischöfe Ekkehard von Merseburg und Wilhelm von Havelberg sowie der ehemalige, resignierte Prager Bischof Pilgrim assistierten.
Über Bernhards kurzes Episkopat ist wenig überliefert. Nach seinem Tod wurde er im Veitsdom beigesetzt.